# New Jersey State Open
Het New Jersey State Open is een jaarlijks golftoernooi in de Verenigde Staten en maakte deel uit van de Amerikaanse PGA Tour, in de jaren 1920 en 1930. Het toernooi vindt telkens plaats op verschillende golfbanen in de staat New Jersey en wordt georganiseerd door de "New Jersey Professional Golf Association".

## Winnaars
| - 1921: Peter O'Hara - 1922: Martin J. O'Loughlin - 1923: Dave Campbell - 1924: Clarence Hackney - 1925: Clarence Hackney - 1926: Clarence Hackney - 1927: Johnny Golden - 1928: Johnny Golden - 1929: Johnny Golden - 1930: Paul Runyan - 1931: Johnny Kinder - 1932: Johnny Kinder - 1933: Clarence Clark - 1934: Craig Wood - 1935: Byron Nelson - 1936: Johnny Farrell - 1937: Vic Ghezzi - 1938: Ted Turner - 1939: Jim Barnes - 1940: Johnny Kinder - 1941: Jack Mitchell - 1942: Charles Whitehead - 1943: Vic Ghezzi - 1944: Vic Ghezzi - 1945: Frank Kringle - 1946: Jack Mitchell - 1947: Gene Kunes - 1948: Jack Mitchell - 1949: Emery Thomas - 1950: Emery Thomas - 1951: Chester Sanok (amateur) - 1952: Babe Lichardus - 1953: Lou Barbaro - 1954: David Baldwin (amateur) - 1955: Stan Mosel - 1956: Chester Sanok (amateur) - 1957: Al Mengert - 1958: Al Mengert - 1959: Lou Barbaro - 1960: Al Mengert | - 1961: Billy Farrell - 1962: Wes Ellis - 1963: Wes Ellis - 1964: Lester Ward - 1965: Babe Lichardus - 1966: Mike Burke Sr. - 1967: Pat Schwab - 1968: Ron Howell - 1969: Babe Lichardus - 1970: Billy Ziobro (amateur) - 1971: Babe Lichardus - 1972: Art Silvestrone Sr. - 1973: Art Silvestrone Sr. - 1974: John Buczek - 1975: Jack Kiefer - 1976: Jack Kiefer - 1977: Mike Stubblefield - 1978: Tom Ulozas - 1979: Art Silvestrone Jr. - 1980: Russell Helwig - 1981: Bob Issler - 1982: Russell Helwig - 1983: Jack Kiefer - 1984: David Glenz - 1985: Gary Ostrega - 1986: David Glenz - 1987: Jamie Howell - 1988: David Glenz - 1989: Steve Sieg - 1990: David Glenz - 1991: Ed Whitman - 1992: Charlie Cowell - 1993: Greg Hamilton - 1994: Greg Hamilton - 1995: Ed Whitman - 1996: Ed Whitman - 1997: Chris Dachisen - 1998: Kenneth Macdonald (amateur) - 1999: Frank Esposito Jr. - 2000: John DiMarco | - 2001: Chris Dachisen - 2002: Baker Maddera - 2003: Greg Farrow - 2004: Ed Whitman - 2005: Brian Komline (amateur) - 2006: Jason Lamp - 2007: Brian Komline (amateur) - 2008: Mark McCormick - 2009: Brett Jones - 2010: Brian Gaffney - 2011: Kevin Foley - 2012: Benjamin Smith (amateur) - 2013: Frank Esposito Jr. |